# مایکل کوستنر
مایکل کوستنر (انگلیسی: Michael Kostner؛ زادهٔ ۷ فوریهٔ ۱۹۶۹) بازیکن فوتبال اهل آلمان است.
از باشگاه‌هایی که در آن بازی کرده‌است می‌توان به باشگاه فوتبال کلن، باشگاه فوتبال هامبورگ، باشگاه فوتبال کیکرز اوفنباخ، باشگاه فوتبال آینتراخت فرانکفورت، و باشگاه فوتبال زاربروکن اشاره کرد.